# Litoria albolabris
Espèce
Synonymes
- Hyla albolabris Wandolleck, 1911 "1910"

Statut de conservation UICN

 DD  : Données insuffisantes
Litoria albolabris est une espèce d'amphibiens de la famille des Pelodryadidae.

## Répartition
Cette espèce est endémique de la province de West Sepik en Papouasie-Nouvelle-Guinée. Elle se rencontre à Aitape sur la côte Nord.

## Publication originale
- Wandolleck, 1911 "1910" : Die Amphibien und Reptilien der papuanischen Ausbeute Dr. Schlaginhaufens. Abhandlungen und Berichte des Zoologischen und Anthropologisch-Ethnographischen Museums zu Dresden, vol. 13, no 6, p. 1-15 (texte intégral).